# Whitehorse (Dakota del Sud)
Whitehorse è un census-designated place (CDP) degli Stati Uniti d'America, situato nel Dakota del Sud, nella contea di Dewey.